# Bomolocha pacatalis
Bomolocha pacatalis är en fjärilsart som beskrevs av Walker 1859. Bomolocha pacatalis ingår i släktet Bomolocha och familjen nattflyn. Inga underarter finns listade i Catalogue of Life.